# Максимов, Николай Дмитриевич
Николай Дмитриевич Максимов (5 ноября 1916, Альмяшевка — 10 июня 1992, Сосновоборск) — передовик советского сельского хозяйства, звеньевой зернового совхоза «Канский» Министерства совхозов СССР, Канский район Красноярского края, Герой Социалистического Труда (1949).

## Биография
Родился в 1916 году в селе Альмяшевка, ныне Сосновоборского района Пензенской области в бедной семье крестьянина. В годы Великой Отечественной войны проходил службу в Красной Армии.
С 1947 по 1952 годы работал трактористом-комбайнёром и звеньевым в зерновом совхозе «Канский» Канского района Красноярского края. В 1948 году его звено получило высокий урожай. На площади 40,8 гектара было получено 29,94 центнера пшеницы с гектара.
За получение высоких урожаев пшеницы при выполнении совхозом плана сдачи государству сельскохозяйственных продуктов в 1948 году и обеспеченности семенами всех культур в размере полной потребности для весеннего сева 1949 года, Указом Президиума Верховного Совета СССР от 18 июня 1949 года Николаю Дмитриевичу Максимову было присвоено звание Героя Социалистического Труда с вручением ордена Ленина и золотой медали «Серп и Молот».
С 1952 года работал бульдозеристом на Кададинском лесокомбинате в Сосновоборском районе Пензенской области. С осени 1984 года работал машинистом котельных установок на фабрике «Творец рабочий». В январе 1985 года вышел на заслуженный отдых.
Проживал в посёлке сосновоборск Пензенской области. Умер 10 июня 1992 года.

## Награды
За трудовые успехи удостоен:
- золотая звезда «Серп и Молот» (18.06.1949),
- орден Ленина (18.06.1949),
- Орден Отечественной войны II степени (11.03.1985),
- другие медали.